# بطولة العالم للعدو الريفي 1981
الدورة 9 من بطولة العالم للعدو الريفي التي ينظمها الاتحاد الدولي لألعاب القوى، والتي أقيمت في مدينة مدريد بإسبانيا سنة 1981.

## النتايج

### سباقات العدو الطويل رجال

#### فردي
| الميدالية | العداء                        | التوقيت     |
| ذهب       | كرايج فيرجين الولايات المتحدة | 35:05 دقيقة |
| فضة       | محمد كيدير إثيوبيا            | 35:07 دقيقة |
| برونز     | فيرناندو ماميد البرتغال       | 35:09 دقيقة |

#### فرق
| الميدالية | العداء           | النقاط   |
| ذهب       | إثيوبيا          | 81 نقطة  |
| فضة       | الولايات المتحدة | 114 نقطة |
| نحاس      | كينيا            | 220 نقطة |

### سباقات العدو للشباب فتيان

#### فردي
| الميدالية | العداء                        | التوقيت     |
| ذهب       | محمد شوري تونس                | 22:04 دقيقة |
| فضة       | يفجيني زيربن الاتحاد السوفيتي | 22:06 دقيقة |
| برونز     | كيث برانتلي الولايات المتحدة  | 22:07 دقيقة |

#### فرق
| الميدالية | العداء           | النقاط  |
| ذهب       | الولايات المتحدة | 23 نقطة |
| فضة       | المملكة المتحدة  | 61 نقطة |
| نحاس      | كندا             | 66 نقطة |

### سباقات العدو الطويل نساء

#### فردي
| الميدالية | العداء                          | التوقيت     |
| ذهب       | غريت ويتز النرويج               | 14:07 دقيقة |
| فضة       | جان ميريل الولايات المتحدة      | 14:22 دقيقة |
| برونز     | يلينا سيباتوفا الاتحاد السوفيتي | 14:22 دقيقة |

#### فرق
| الميدالية | العداء           | النقاط  |
| ذهب       | الاتحاد السوفيتي | 24 نقطة |
| فضة       | الولايات المتحدة | 36 نقطة |
| نحاس      | إيطاليا          | 89 نقطة |